# Le Porteur de serviette
Pour plus de détails, voir Fiche technique et Distribution.
Le Porteur de serviette (Il portaborse en italien) est un film italien réalisé par Daniele Luchetti en 1991. Sorti en salle peu avant que n'éclate le scandale tangentopoli, le film aborde la question de la corruption généralisée dans le monde politique.

## Synopsis
Luciano Sandulli, professeur de littérature, vit dans une maison ancienne d'intérêt historique négligée par le ministère de la culture. Irène, sa compagne, est également enseignante mais vit au loin. Ils se rencontrent dans un hôtel à mi-chemin le week-end. Pour faire cadrer leurs projets d'enfant et de rénovation de la maison, Luciano écrit des romans et des articles pour Sartorio, un journaliste écrivain en panne d'inspiration.
Cesare Botero, ministre de l'industrie, informé par Sartorio de l'activité de Luciano, envoie son secrétaire Polline lui demander de venir travailler à Rome avec lui. Luciano accepte et voit aussitôt sa vie changer : l'argent rentre à flot, son amie obtient sa mutation pour le meilleur lycée de la capitale, sa maison est déclarée monument national, la restructuration est prise en charge par la commune, il reçoit une voiture de luxe en cadeau.
Tout d'abord fasciné par la personnalité du ministre, Luciano commence progressivement à soupçonner son implication dans un système clientéliste, mais poursuit néanmoins son activité, se contentant des explications invraisemblables des assistants de l'homme d'État. Au cours d'une féroce campagne électorale dans la circonscription de Mantoue, centrée sur une loi sur la privatisation de certaines activités de l'État proposée par le ministre et qui voit Botero opposé à Federico Castri, un politicien de son propre camp mais d'un courant opposé, Luciano entre en contact avec Francesco Sanna, un journaliste progressiste dont il a découvert l'existence au travers des dissertations de ses élèves. À la suite des obsèques de son ami le poète Carlo Sperati qui s'est suicidé et auquel Botero avait refusé une subvention, Luciano découvre soudain la vérité sur ce personnage ambigu.
Il se rend avec Sanna aux archives nationales où un ancien collaborateur de Botero, lâché après son élection au Parlement, confesse avoir trafiqué, lors d'une élection dix ans auparavant, les bulletins blancs en sa faveur. Grâce aux informations données par le journaliste, il se rend compte que le ministre, depuis son entrée en politique, a favorisé ses intérêts privés et ceux de ses amis, dans le but d'obtenir des voix par la corruption et la concussion. Furieux, Luciano retourne à la résidence du ministre pour lui parler mais reçoit un coup de poing de son chauffeur. Entré dans une chambre, il assiste, dissimulé, à une conversation entre Botero et Sebastiano Tramonti, son prédécesseur. Homme foncièrement honnête, celui-ci refuse d'approuver une loi qui permettrait à Botero d'acquérir une position forte dans certains secteurs économiques grâce à une société qu'il contrôle secrètement. Tramonti est menacé et démis de sa charge.
Lors du dépouillement des élections politiques (it), Luciano et le journaliste, craignant un nouveau truquage, se rendent au centre de collecte des données de la préfecture. Ils ne peuvent que constater l'absence de fraude et le succès de la campagne électorale. Peu après la clôture du scrutin, Botero apparaît rayonnant à la télévision, se faisant le promoteur d'une politique honnête et loyale en utilisant sur un ton goguenard les expressions de la lettre de démission que lui a remise Luciano après que Juliette, une collègue française pour laquelle il commençait à éprouver de tendres et sincères sentiments, eut tenté de se suicider à la suite de la décision de son père de l'envoyer en Amérique pour une période d'études.
En quittant l'équipe du politicien, Luciano perd tous les avantages qu'il avait obtenus, y compris la mutation de son amie qui entretemps s'est retrouvée enceinte. Sa désillusion, unie à la frustration de Sanna, est telle que, avant de s'acharner avec le journaliste à détruire à l'aide des clubs de golf donnés par ses électeurs la voiture offerte par le ministre, il révèle à ses élèves de terminale les sujets de l'épreuve écrite d'italien, information donnée par Remo Gola, collaborateur du ministre, en échange de son silence au sujet de la tentative de suicide de la jeune fille.

## Fiche technique
- Titre original : Il portaborse
- Titre français : Le Porteur de serviette
- Titre québécois :
- Titre anglais : The Yes Man
- Réalisation : Daniele Luchetti
- Scénario : Stefano Rulli, Sandro Petraglia et Daniele Luchetti
- Synopsis : Angelo Pasquini et Franco Bernini
- Direction artistique :
- Décors : Giancarlo Basili
- Costumes : Maria Rita Barbera
- Photographie : Alessandro Pesci
- Son : Ingénieur du son
- Montage : Mirco Garrone
- Musique : Dario Lucantoni
- Production : Nanni Moretti et Angelo Barbagallo
- Société(s) de production : Sacher Film, Eidoscope Productions
- Société(s) de distribution : Pyramide
- Budget :
- Pays d’origine :  Italie
- Langue originale : Italien
- Format :
- Genre : Film dramatique
- Durée : 90 minutes
- Dates de sortie : 1991

## Distribution
- Silvio Orlando : Luciano Sandulli
- Nanni Moretti : Cesare Botero
- Angela Finocchiaro : Irene
- Giulio Brogi : Francesco Sanna
- Guido Alberti : Carlo Sperati
- Anne Roussel : Juliette
- Antonio Petrocelli : Polline
- Graziano Giusti : Sebastiano Tramonti
- Lucio Allocca : Remo Gola
- Gianna Paola Scaffidi : Adriana
- Silvia Cohen : Mère de Botero
- Giulio Base : Chauffeur
- Roberto De Francesco : Zollo
- Ivano Marescotti : Secrétaire de la province
- Salvatore Puntillo : Marco Tullio Illica
- Renato Carpentieri : Sartorio
- Rosanna Cancellieri : elle-même
- Riccardo Zinna :

## Distinctions
- David di Donatello 1991 : 
  - Meilleur acteur principal (Nanni Moretti)
  - Meilleur scénario
- Ciak d'oro 1992 : 
  - Meilleur film
  - Meilleure actrice dans un second rôle : Angela Finocchiaro
  - Meilleur scénario : Daniele Luchetti, Stefano Rulli et Sandro Petraglia
  - Meilleur son : Franco Borni
- 44e Festival de Cannes : présenté en compétition à la sélection officielle[1]